# HD 216770 b
HD 216770 b é um planeta extrassolar orbitando a estrela HD 216770. Sua massa equivale a dois terços da massa de Júpiter, o maior planeta do sistema solar. Mas diferentemente do gigante gasoso do sistema solar, este planeta segue uma órbita muito mais excêntrica ao redor de sua estrela. A distância média entre HD 216770 b e sua estrela-mãe é ligeiramente maior que a de Mercúrio em relação ao Sol. Sua revolução dura 118 dias.